# Neftis
Neftis (del antiguo egipcio: nebet het ‘señora de la casa’ o ‘señora de la protección’‘neb, –t, sufijo femenino: nebet, señora, dueña; het, hut, casa: nebthet o nebet het, nombre que indicaba a la mujer principal de la casa’) fue una divinidad del Antiguo Egipto. Miembro de la gran Enéada de Heliópolis, en la mitología egipcia, Neftis es hija de Nut y Geb. Neftis y su hermana Isis aparecían emparejadas en los ritos funerarios, debido a su papel como protectoras de la momia y el dios Osiris, y como la hermana-esposa del dios Seth.

La diosa Neftis.

## Etimología
Neftis es la forma griega de un epíteto (transcrito como Nebet-het, y Nebt-het, en los Jeroglíficos egipcios). El origen de la diosa Neftis no está claro, pero la traducción literal de su nombre se suele dar como "Dama de la casa", lo que ha provocado que algunos la identifiquen erróneamente con la noción de "ama de casa", o como la dama principal que gobernaba una casa doméstica. Este es un error generalizado que se repite en muchos comentarios sobre esta diosa. Su nombre significa muy específicamente, "Señora del Recinto [del Templo]" que la asocia con el papel de sacerdotisa. 
Este título, que puede ser más un epíteto que describe su función que un nombre de pila, probablemente indique la asociación de Neftis con un templo en particular o algún aspecto específico del ritual del templo egipcio. Junto con su hermana Isis, Neftis representaba el pilono del templo o entrada en forma de torre trapezoidal al templo, que también mostraba un mástil de madera. Esta entrada simboliza el horizonte o akhet.

## Mitología y posición en el Panteón
Neftis y Seth
Aunque comúnmente se ha asumido que Neftis estaba casada con Seth y que tienen un hijo, Anubis, una reciente investigación egiptológica ha puesto esto en entredicho.  
Levai señala que si bien Plutarco en su tratado De Isis y Osiris menciona el matrimonio de la deidad, hay muy poco que una específicamente a Neftis con las fuentes egipcias originales. Ella argumenta que la evidencia posterior sugiere que:   
"Mientras que el matrimonio de Neftis con Seth era parte de la mitología egipcia, no formaba parte del mito del asesinato y la resurrección de Osiris. Ella no estaba emparejada con Seth el villano, sino con el otro aspecto de Set, la figura benévola que asesinó a Apofis. Este fue el aspecto de Seth adorado en los oasis occidentales durante el período romano, donde se lo representa con Neftis como co-gobernante." 
Es Neftis quien ayuda a Isis a llorarle y reunir las partes desmembradas del cuerpo de Osiris, después de su asesinato por el envidioso Set. Neftis también sirve como la niñera y guardiana vigilante del niño Horus. Los textos de las pirámides se refieren a Isis como la "madre biológica" y a Neftis como la "madre lactante" de Horus. Por ello, Neftis era considerada la niñera del soberano reinante; aunque otras diosas podían asumir este papel, es ella la más habitualmente retratada en él. Neftis era también una de las cuatro "Grandes Jefas" que gobernaban en el centro del culto a Osiris en Busiris, en el delta y parece que ocupó un puesto honorario en la ciudad sagrada de Abidos. Ningún culto está atestiguado a ella allí, aunque ciertamente figuraba como una diosa de gran importancia en los ritos anuales llevados a cabo, en donde dos mujeres elegidas o sacerdotisas desempeñaban los papeles de Isis y Neftis entonando las "Lamentaciones de Isis y Neftis". Allí, en Abidos, Neftis se unía a Isis como doliente en el santuario conocido como Osireion. Estas " canciones de los festivales de Isis y Neftis" eran elementos rituales centrales en los principales centros de culto a Osiris por todo el antiguo Egipto. 
Como diosa mortuoria junto con Isis, Neit y Selket, Neftis fue una de las protectoras de los vasos canopes, le correspondía el de Hapi. Hapi, uno de los Hijos de Horus, guardaba los pulmones embalsamados. Neftis aparece entonces con el epíteto, "Neftis del lecho de la vida",en referencia directa a sus prioridades regenerativas en la mesa de embalsamamiento. En la ciudad de Menfis, Neftis era honrada con el título de "Reina de la tienda de los embalsamadores", y allí se asoció con el dios con cabeza de chacal Anubis como patrón. 
Neftis también se consideraba una deidad festiva cuyos ritos podían obligar al consumo liberal de cerveza. En varios relieves en Edfú, Dendera y Behbeit, se representa a Neftis recibiendo generosas ofrendas de cerveza del faraón, que ella "devolvería", usando su poder como diosa de la cerveza para "que [el faraón] pueda tener alegría sin resaca". En otras partes de Edfú, por ejemplo, Neftis era considerada una diosa que le da poder al Faraón para ver "lo que está oculto por la luz de la luna". Esto encaja bien con temas textuales más generales que consideran a Neftis una diosa cuyo dominio único era la oscuridad o los peligrosos bordes del desierto. 
Neftis también podía aparecer como una de las diosas que asiste en el parto. Un antiguo cuento egipcio conservado en el Papiro Westcar narra la historia de Isis, Neftis, Meskhenet y Heqet como bailarinas disfrazadas que asisten a la esposa de un sacerdote de Amón Ra mientras se prepara para dar a luz hijos destinados a la fama y fortuna.  
Las habilidades de curación y el estado de Neftis como contraparte directa de Isis, empapada, como su hermana en "palabras de poder", se evidencian por la abundancia de amuletos de loza esculpidos a su semejanza, y por su presencia en una variedad de papiros mágicos que buscaban invocar sus famosas cualidades altruistas en ayuda de los mortales.

## Epítetos
Su nombre Nebet-Het significa "Señora de la casa", entendiéndose por "casa" el lugar celeste donde vive Horus; recibió los apelativos de Urt-hekau "Poderosa en palabras", junto a la diosa Isis "las divinas Ururty" en el Libro de los Muertos; "Señora del cuerpo" –de Osiris–, por ayudar a Isis a embalsamar a dicho dios. También fue llamada Benramerit, Jerseket, y Menjet en Menfis. 

## Sincretismo
Fue asimilada a las diosas Seshat y Anukis. 

## Culto
Se la veneraba en Dióspolis Parva como la diosa de la "mansión del sistro", protectora del fénix o pájaro benu y de la manifestación local de Horus/Osiris, el dios Neferhotep. También en Komir, junto a Anukis, y en Sepermeru, junto a Seth. En Menfis, bajo la forma de Menjet. Por todo Egipto era adorada como parte de los grupos de deidades del templo. En la mayoría de los casos, formando una tríada junto a Isis y Osiris, o Isis y Horus, o Isis y Min, o como parte de un cuarteto de dioses.

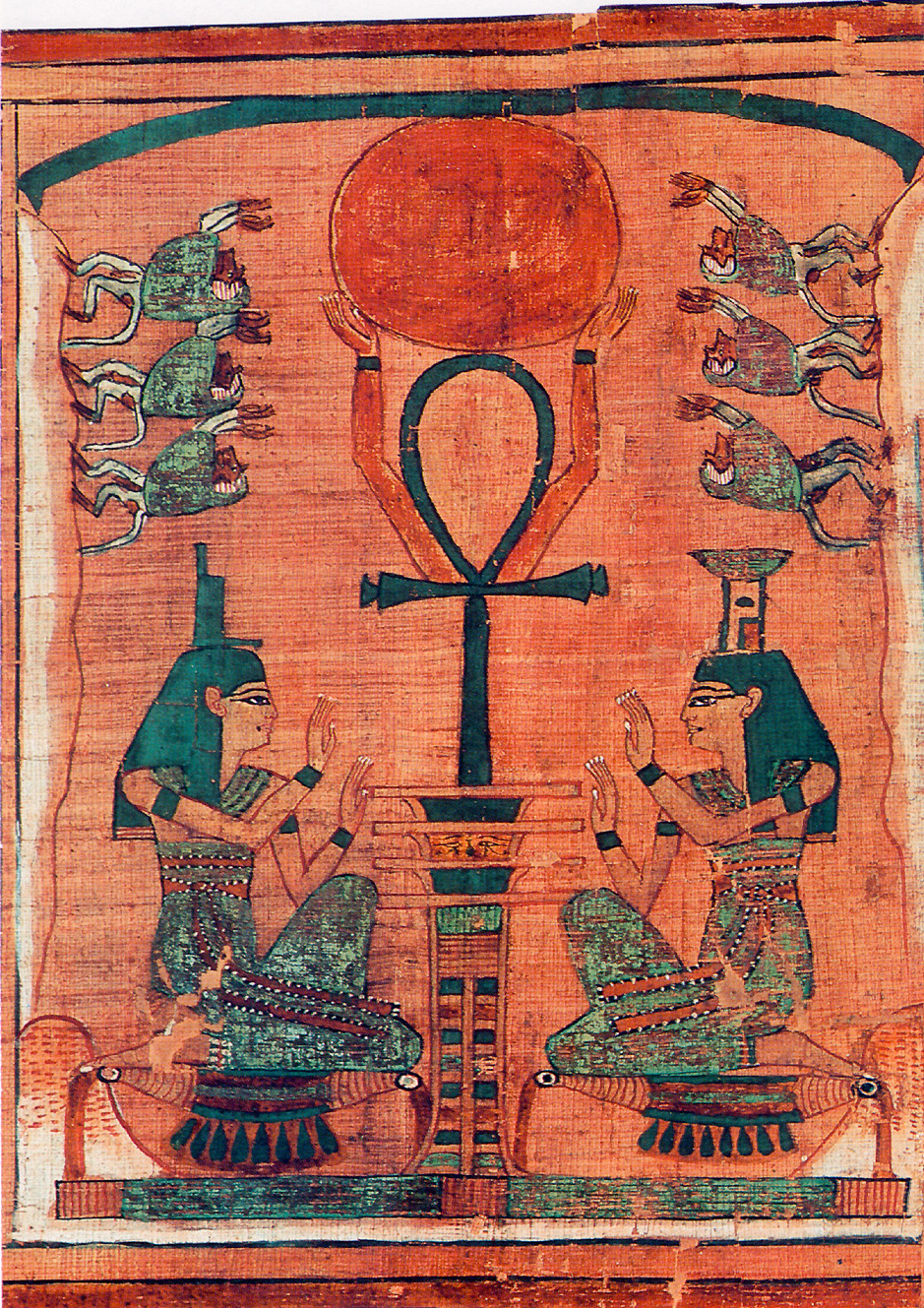
Isis, Neftis, Dyed y Anj, en el Papiro de Ani.

## Papiro de Ani
En el Papiro de Ani Neftis se dirige a Osiris Ani, cuya palabra es la verdad: 

"Te rodeo para protegerte, oh, hermano Osiris. He venido para hacer de protectora tuya. Mi fuerza estará junto a ti, mi fuerza te acompañará, para siempre. Ra ha escuchado tu clamor y los dioses han hecho que tu palabra sea verdad. Te has alzado. Tu palabra es verdad respecto a lo que has sufrido. Ptah derrocó a tus enemigos y tú, a Horus, hijo de Hathor"
Papiro de Ani.

| O9 | t · H8 | \| \| | t · nb | O6 | t · Z5 | I12 |
|    |        |       |        |    |        |     |

|  |

| O9 | t · H8 | \| \| | t · nb | O6 | t · Z5 | I12 |
|    |        |       |        |    |        |     |

|  |